# Aangebrande orchis
De aangebrande orchis (Neotinea ustulata, synoniem: Orchis ustulata) is een orchidee. In België is het een wettelijk beschermde plant. 
De soort staat op de Nederlandse rode lijst van planten als niet meer in voorkomend, ze is na 1980 niet meer waargenomen. Daarvoor werd de plant alleen in Zuid-Limburg gevonden.

## Naamgeving enetymologie
De soortaanduiding ustulatus komt uit het Latijn en staat voor 'aangebrand'. Aangebrand duidt op de zwarte kleur van de bloeiwijze, die ontstaat doordat de helm van de bloem aan de buitenzijde zwartpaars van kleur is.
De aangebrande orchis wordt naar het verschil in bloeitijd ingedeeld in twee ondersoorten:
- Neotinea ustulata subsp. ustulata (bloei: (april), mei / juni)
- Neotinea ustulata subsp. aestivalis (bloei: juli / augustus) Latijn: aestivalis = zomer

Zeer zeldzaam is de variëteit met zuiver witte bloemen
- Neotinea ustulata var. alba

## Beschrijving

### Planten
De plant is 10-50 cm (soms tot 80 cm) hoog en heeft twee eivormige knollen.

### Bladeren
De plant heeft vijf tot tien blauwachtig groene, ongevlekte lancetvormige bladeren, die ongeveer 3-10 cm lang en 0,5-2 cm breed zijn, die op de bloemstengel naar boven toe kleiner worden. De onderste bladeren vormen een rozet en de bovenste bladeren zitten als een schede om de stengel.

## Ecologie
De aangebrande orchis komt voor in droge en halfdroge gazons, arme weiden en op berghellingen tot 2000 m hoogte met een kalkhoudende (pH 6,0-8,0) grond. De soort komt voor van Noord-Spanje tot aan de Alpen, Scandinavië, Oost-Europa tot aan Midden-Siberië en tot de Kaukasus. In het Middellandse Zeegebied komt de plant weinig voor.